# Estación Quilcó
Quilcó es una estación ferroviaria del Ferrocarril General Roca de la Red ferroviaria argentina, en el ramal que une las estaciones de Bolívar y Pringles.

## Ubicación
Se encuentra en las áreas rurales del partido de General La Madrid, provincia de Buenos Aires, Argentina.

## Servicios
No presta servicios de pasajeros. Sus vías están concesionadas a la empresa de cargas FerroExpreso Pampeano S.A..